# قوة المد والجزر

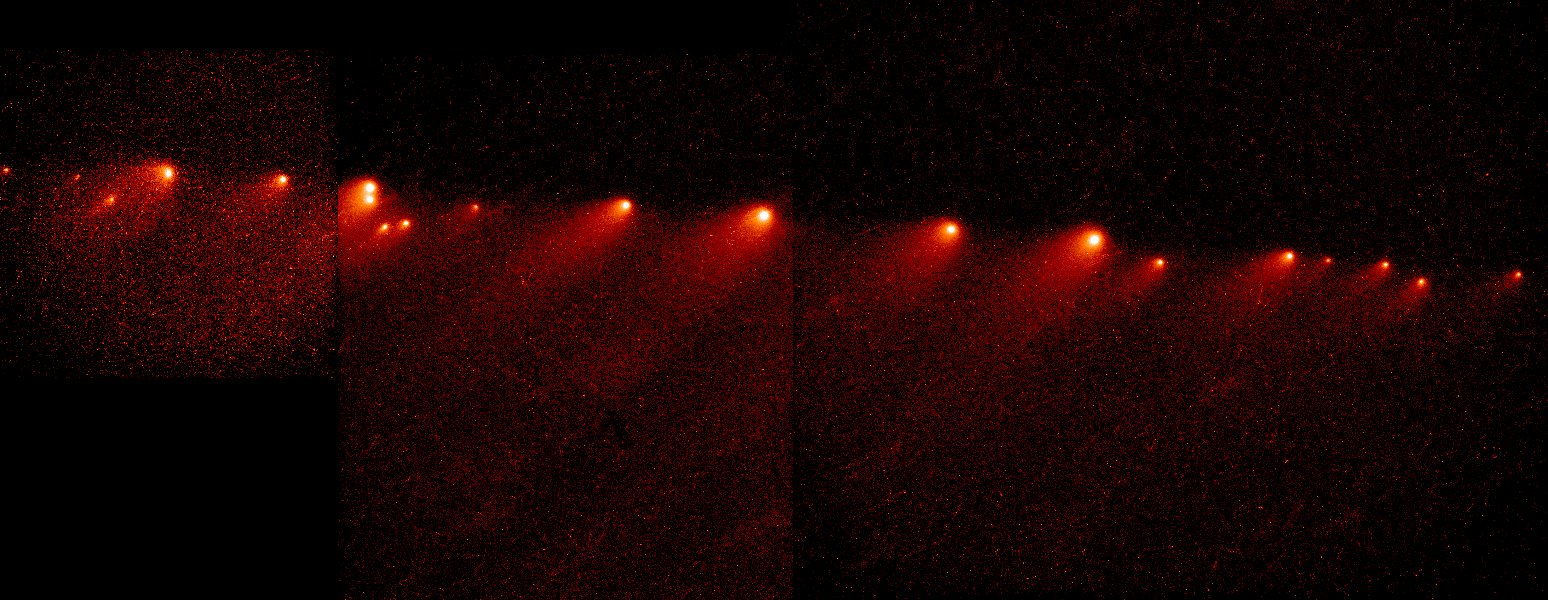
تحطم مذنب شومخر-لفي9 بتأثير قوة المد والجذر عند اقترابه من المشتري.

قوة المد والجزر هي تأثير ثانوي لقوة الجاذبية وتتمثل في ظاهرة المد والجزر. وتزداد هذه القوة بسبب لأن قوة الجاذبية بالنسبة لواحدة الكتلة الناتجة من جسم أول تؤثر في جسم ثاني. وتختلف هذه القوة عبر القطر بحيث يتأثر القسم المقابل للجسم الأول بهذه القوة بشكل أكثر من الآخر.
و كثير ما يستخدم تعبير قوة المد والجزر في الميكانيك السماوي وتشير إلى الحالة التي يكون عليها جسم أو مادة (على سبيل المثال المياه أو القمر)تقع أساسا تحت تأثير جاذبية جسم آخر (مثل الأرض).

## شرح قوة المد والجزر

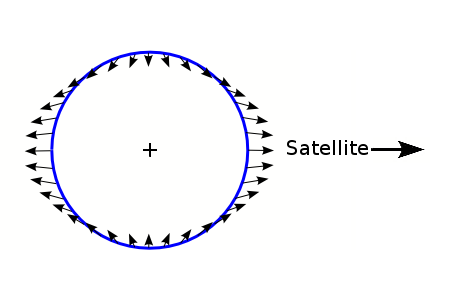
تأثير قوة المد والجذر على شكل كروي.

عندما يخضع جسم أول لتأثير الجاذبية لجسم ثاني فإن الحقل سيتغير بشكل كبير بين جانبي الجسم المقابل للجسم الثاني والجانب البعيد. يبين الشكل المجاور تغير قوة الجاذبية على جسم كروي (جسم أول) نتيجة تعرضه لجسم آخر (الجسم الثاني). تسبب هذه القوة حدوث اجهادات في كِلْتا الحالتين، وأحيانا قد تسبب تحطم أحدهما أو جزء منه. ولمعرفة قوة المد والجزر يدخل تعريف حد روش والذي هو المسافة عن كوكب الذي سيسبب تحطم أي جسم يقع ضمنها نتيجة قوة المد والجزر وذلك بسبب أن تغيرات قوة المد والجزر من الكوكب ستتغلب على قوة الترابط الداخلي بين الجزيئات المكونة للجسم الداخل ضمن هذه المسافة. تحدث الإجهادات عندما يكون حقل الجاذبية غير متجانس ففي حالة كونه متجانس فإن الجزيئات الداخلية في الجسم الثاني سوف تتسارع في نفس الاتجاه ونفس النسبة

## تأثيرات قوة المد والجزر
عندما يخضع جسم كروي مرن إلى تأثير قوة المد والجزر فإنه سيتشوه في الشكل دون حدوث أي تغير في حجمه فالجسم الكروي سيتحول إلى شكل قطع ناقص بحيث تستطيل الكرة في اتجاه الجسم الكبير المؤثر . يعتبر ما يحدث لمياه محيطات الأرض تقريبا تشوه بيضوي بسبب تأثير القمر. يدور كل من الأرض والقمر تقريبا حول مركزي كتلتيهما فيما يعرف مركز باري وتتسبب قوة الجذب المركزية في المحافظة على هذه الحركة. بالنسبة لمراقب على الأرض قريب من مركز باري يرى الأرض كالجسم الأول والقمر كالجسم الثاني وهكذا تتأثر الأرض بجاذبية القمر وتسبب توزيع مياه المحيطات بحيث تبرز المياه في الاتجاه المقابل للقمر وتبتعد في الآخر.
عندما يدور جسم تابع لقوة المد والجزر فإن الاحتكاك الداخلي ينتج عن تبدد الطاقة الحركية الدورانية إلى حرارة. وإذا كان الجسم قريبا من الجسم الأساسي فهذا يؤدي إلى تقيده المدي ضمن مداره كما هي حالة القمر بالنسبة للأرض. كما ينتج التأثير الحراري لقوة المد والجزر براكين على سطح لو قمر المشتري. كما تسبب الإجهادات الناتجة من قوة المد والجزر زلازل منتظمة على سطح القمر.
كما تساهم قوة المد والجزر في إعادة توزيع مياه المحيطات وتوزيع درجات الحرارة عن طريق نقل الطاقة الحرارية باتجاه القطبين .
إن تأثير قوة المد والجزر واضح جدا خصوصا في الأجسام الصغيرة عندما تقع قرب أجسام ذات كتلة عالية مثل النجوم النيوترونية أو ثقوب سوداء وهي المسؤولة عن التأثيرات المعكرونية في انهيار المادة.

## العلاقات الرياضية
من قانون الجذب العام لنيوتن
{\displaystyle {\vec {F}}_{g}=-{\hat {r}}~G~{\frac {Mm}{R^{2}}}}... , و... {\displaystyle {\vec {a}}_{g}=-{\hat {r}}~G~{\frac {M}{R^{2}}}}... ,
حيث m كتلة الجسم
R المسافة من مركز الكرة ذات الكتلة M الخاضعة لقوة {\displaystyle {\vec {F}}_{g}} معادلة لتسارع {\displaystyle {\vec {a}}_{g}}
حيث {\displaystyle {\hat {r}}} متجه الوحدة
لنعتبر الآن أن التسارع ناتج عن كتلة كروية M تخضع لجسم صغير قريب ذو كتلة m وR هي المسافة بين مركز M وm
ولتكن ∆r هي المسافة التي يبعدها الجزيء الخارجي للجسم m وللتبسيط نعتبر أن الجزيء الذي يبعد ∆r هو أول ما يتأثر بالجسم M. فإذا ما كان الجسم m كروي وبنصف قطر ∆r عندها يعتبر هذه الجزئ واقع على سطح هذا الجسم وسيقع على مسافة (R ± ∆r) من مركز الجسم M وبالتالي سيصبح القانون:
{\displaystyle {\vec {a}}_{g}=-{\hat {r}}~G~{\frac {M}{(R\pm \Delta r)^{2}}}}
و بإخراج R2 كعامل مشترك
{\displaystyle {\vec {a}}_{g}=-{\hat {r}}~G~{\frac {M}{R^{2}}}~{\frac {1}{(1\pm \Delta r/R)^{2}}}}
و حسب متسلسلة ماكلاورين
{\displaystyle {\vec {a}}_{g}=-{\hat {r}}~G~{\frac {M}{R^{2}}}\pm {\hat {r}}~G~{\frac {2M}{R^{2}}}~{\frac {\Delta r}{R}}\mp \cdots }
يمثل الحد الأول تسارع الجاذبية بسبب تأثير M في جسم مرجعي m
ويعتبر تسارع المد والجزر المحوري والذي يعطى بالعلاقة:
{\displaystyle {\vec {a}}_{t}}(محوري) {\displaystyle ~\approx ~\pm ~{\hat {r}}~2\Delta r~G~{\frac {M}{R^{3}}}}